# نشر موسیقی هرمس
نشر موسیقی هرمس یک ناشر موسیقی است که در سال ۱۳۷۹ در تهران بنیان نهاده شد و رامین صدیقی و مؤسسه شهرکتاب سهامداران اصلی آن هستند. این شرکت از بدو تأسیس تاکنون زیر نظر رامین صدیقی به فعالیت می‌پردازد. هرمس با شعار «موسیقی برای موسیقی» در تلاش است تا نوآوری، جسارت و تجربیات جدید هنرمندان معاصر ایرانی را با علاقه‌مندان موسیقی به اشتراک گذارد.
هرمس می‌کوشد تا به مقولات فراموش شده موسیقی ایران بپردازد. گمشده‌هایی که شاید برای احیای آن انگیزه خاصی در میان هنرمندان و صنعت گران دیده نمی‌شود و موسیقی کشور را در عرصه‌های سنتی، بومی و پاپ محدود کرده‌است.

همین رویکرد باعث شده تا بسیاری از علاقمندان به موسیقی، هرمس را یکی از بهترین ناشران موسیقی تخصصی بدانند. هرمس همیشه برای جلب شنونده‌های خاص از آهنگسازان و هنرمندان جوان و حتی بعضاً گمنام استفاده می‌کند.
تولیدات هرمس به شکل رسمی در ایران، ترکیه، بریتانیا، فرانسه، ایتالیا، یونان، آلمان، هلند، لوکزامبورگ و بلژیک عرضه می‌شود. البته در برخی از کشورهای دیگر نیز از طریق واسطه و به صورت غیرمستقیم قابل دسترس است. به جز خرید مستقیم، هرمس امکان خرید اینترنتی را نیز در وب گاه خود داراست؛ که به علاقه‌مندان اجازه می‌دهد محصولات مورد نظرشان را در سراسر دنیا با استفاده از کارت‌های اعتباری تهیه نمایند. تولیدات هرمس هم چنین بر روی وب گاه‌های amazon, mondomix، itunes، rhapsody، aol یا musicmatch و برای مشتریان داخلی روی وب گاه‌های آهنگسرا، بتهوون، بییپ تونز، چاره یا صوت آذین قابل دسترس می‌باشد.

## سبک‌ها
نام‌گذاری سبک خاصی برای آثار نشر هرمس سخت است. در فهرست آثار منتشر شده توسط هرمس، رگه‌هایی از سبک‌های گوناگونی چون موسیقی ملل، نوگرا، مدرن، کلاسیک، می نی مال، الکترو آکوستیک، راک، جز، سنتی یا عرفانی مشاهده می‌شود. از این رو رامین صدیقی (مدیرعامل نشر هرمس) اغلب این آثار را هرمسی می‌نامد.

## مصاحبه
رامین صدیقی، مدیر نشر موسیقی هرمس که در عرض دو سال گذشته کنسرت‌های متعددی برای هنرمندان خارجی برگزار کرده‌است در گفتگویی با دویچه‌وله از مسیر پرفراز و فرود تهیه، تولید و مصرف موسیقی در ایران سخن گفت. او همچنین معتقد است که از روز اول بیشتر می‌دانست چه کارهایی نمیخواد بکند ولی هیچگاه روی کارهایی می‌خواهد بکند تمرکز نکرد. موسیقی پاپ و موسیقی سنتی ایرانی یا همان موسیقی دستگاهی ایرانی عرصه‌هایی بودند که نشر موسیقی هرمس نمی‌خواست وارد فعالیت در آن‌ها بشود. همچنین موسیقی فولکلور ایرانی که به عقیده رامین صدیقی به اندازه کافی در آن متخصص وجود دارد.

## گاه‌شمار
وقایع مهم:
- پاییز ۱۳۷۸: ایده تأسیس هرمس شکل می‌گیرد.
- دی ۱۳۷۹: هرمس به صورت رسمی آغاز به فعالیت می‌کند.
- خرداد ۱۳۸۰: اولین آلبوم هرمس منتشر می‌شود.
- مهر ۱۳۸۱: اولین حضور برون مرزی هرمس در نمایشگاه سالانه موسیقی ملل (وومکس) در آلمان
- دی ۱۳۸۱: نخستین کنسرت برگزار می‌شود.
- مهر ۱۳۸۳: نخستین کنسرت برون مرزی.
- ۱۳۸۶: نامزدی آلبوم «به تماشای آبهای سپید» برای دریافت جایزه گرمی بهترین آلبوم سال ۲۰۰۶ میلادی
- آبان ۱۳۸۸: انتشار پنجاهمین آلبوم هرمس
- دی ۱۳۸۸: دهمین سالگرد تأسیس نشر موسیقی هرمس

## هنرمندان
علی رضا مشایخی، حسین علیزاده، دوشان بوگدانوویچ، مهرداد پاکباز، فرخزاد لایق، مرتضی ساعدی، سهیل نفیسی، هوشیار خیام، کیاوش صاحب نسق، صهبا امینی کیا، پیمان یزدانیان، بهداد مقدسی، گلفام خیام، امیر پورخلجی، علی بوستان، نیما عطرکار روشن، پژمان حدادی، کریستف رضاعی، اردوان وثوقی، امیر مهیار نقاشی پور، شهرام غلامی، امیر اسلامی و…
در طول سالهای فعالیت نشر موسیقی هرمس گروه‌های متعددی هم با این انتشارات همکاری کرده‌اند. این همکاری هم در زمینه تولید آلبوم و هم اجرای کنسرت بوده‌است.
- گروه هم آوایان
- بازار بلوز
- پروژه تهران پاریس
- رونین
- گروه نور
- تریو پرسیانو
- کوارتت هامون مارتین
- گروه ضربانگ
- تربو کریستف ژونو
- کوارتت کاسته

## آثار
- آوای زمین
- ماه کولی
- سیر
- اپرای رستم و سهراب
- سراب
- برداشت
- نغمه‌های سکوت
- جزیره قشم
- ارکستر موسیقی نو
- آیین‌ها
- باراد
- آفرینش
- خاطرات فردا
- لحظه‌ها
- پروژه تهران - پاریس
- گاه و بیگاه
- موسیقی برای پیانو
- برداشت دوم
- دیتیرامبی
- بهار در نیاوران
- به تماشای آب‌های سپید
- منظومه شخصی
- خیلی دور، خیلی نزدیک
- البا
- سه‌گانه پارسی
- سفر
- جشن
- ریرا
- مجنون
- تمرین تونال
- چهره نما
- تکنوازی پیانو
- گذر
- گفتگو
- تریو منهای یک
- تاتاری
- سمفونی شماره ۳
- آن و آن
- ابرها
- یار آسمانی
- بانگ مهر
- آواز گنجشک‌ها
- همراه با باد
- ماه و مه
- اثیر
- رهایی در آب
- هزار اقاقی
- نقاشی موسیقی
- ساینا
- سوئیت‌ها
- سوئیت پارسی
- گمشده
- صدای فاصله‌ها
- فراسوی زمان
- از زبور تنهایی
- تمام تو
- ژور
- تهرانسرانیه
- کنعان
- کبود
- چنگ و سرود
- سایه‌های خورشید
- راوی
- دوقطبی
- هفت گاه معلق
- مینیاتورها
- زهی‌ها
- ره آ
- سکوت-سیاه
- از انعکاس شهرهای دور
- پندار
- کاسته
- یک روز
- بازتاب
- چشمان بسته
- ایستگاه یک

## جوایز
- ۱۳۸۵: ناشر موسیقی برگزیده سال در جشنواره موسیقی فجر[۷]
- ۱۳۸۶: نامزدی آلبوم «به تماشای آب‌های سپید» (حسین علیزاده، جیوان گاسپاریان) برای دریافت جایزه گرمی بهترین آلبوم سال ۲۰۰۶[۸]
- ۱۳۹۴: مدیر انتشارات هرمس رامین صدیقی، از سوی همایش موسیقی ملل ومکس به عنوان بهترین تهیه‌کننده سال ۲۰۱۵ انتخاب شد.[۹]